# Patnagarh
Patnagarh es una ciudad y  comité de área notificada situada en el distrito de Balangir en el estado de Odisha (India). Su población es de 21024 habitantes (2011). Se encuentra a 39 km de Balangir, y a  317 km de Bhubaneswar.

## Demografía
Según el censo de 2011 la población de Patnagarh era de 21024 habitantes, de los cuales 10694 eran hombres y 10330 eran mujeres. Patnagarh tiene una tasa media de alfabetización del 79,70%, superior a la media estatal del 72,87%: la alfabetización masculina es del 86,88%, y la alfabetización femenina del 72,31%.